# Thomas Wolsey
Thomas Wolsey (1473. – 1530.) bio je engleski nadbiskup, državnik i kardinal Katoličke Crkve.

## Život pod Henrikom VII.
Rođen kao sin mesara iz Ipswicha, Wolsey je imao sreće da se obrazuje na Oxfordu pa je, pošto se zaredio, 1507. godine postao kapelan Henrika VII. Dvije godine kasnije, obnašao je funkciju dekana sveučilišta Lincoln. Kad je Henrik VII. umro, Wolsey, uvijek marljiv kad je posrijedi bio njegov osobni interes, brzo se dodvorio Henriku VIII.

## Uspon na dvoru Henrika VIII.
Do 1511. na dvoru Henrika VIII. se pojavila nova sila u obliku 36-godišnjeg Thomasa Wolseyja. Već je dokazao svoje sposobnosti teškim radom i dobro odmjerenim i pravodobnim savjetima. Mladom se kralju svidio taj ljubazni klerik pa je do 1511. godine nad njime stekao priličan utjecaj. Uz to što je bio počašćen kraljevim prijateljstvom, postao mu je i glavni oslonac. Wolsey se bavio državnim pitanjima koje je Henrik mrzio. Ponašao se tako da kralju nikada ne bi palo na pamet da Wolsey, a ne Henrik, zapravo vlada Engleskom. Wolsey je bio prava moć iza prijestolja i bio je sve snažniji kako su godine prolazile, dok se njegov gospodar borio na viteškim turnirima, planirao slavne, ali i nepraktične vojne pohode i pisao ljubavne pjesme.
Na dvoru, Wolsey se zamjerio starijem plemstvu koje mu je zavidjelo na moći za koju su smatrali da, po pravu, pripada njima, a ni njegov raskošan životni stil nije bio omiljen njegovim kolegama dvorjanima. Dobri odnosi s kraljem donijeli su mi niz unosnih počasti: postao je biskup Lincolna, a zatim, 1514. i nadbiskup pokrajine York da bi ga papa 1515. proglasio kardinalom.
Wolsey je održavao kućanstvo koje se svojim luksuzom moglo mjeriti s kraljevim kućanstvom. Imao je i vlastitu palaču, Hampton Court, sagrađena 1514., na mjestu bivšeg samostana, uza samu Temzu. Kad je bila dovršena, nadmašivala je luksuzom i veličinom sve kraljeve palače. Henrik je prema Wolseyju bio iznimno velikodušan, tako da si je kardinal mogao priušiti razne pretjeranosti.
Do 1515. Wolsey je stekao toliku moć da je mogao vladati zemljom. Kralj se zadovoljio time da sve državne poslove prepusti vještom kardinalu koji je nakon njega bio najmoćniji čovjek u Engleskoj. Na Božić 1515. Wolsey je bio imenovan lordom kancelarom Engleske. Bila je to funkciju koju će držati sljedećih četrnaest godina. Usto, tijekom 1518., papa ga je postavio za svog nuncija u Engleskoj.

### Odnos s kraljicom Katarinom
Wolsey se nije sviđao kraljici Katarini Aragonskoj. Nije mu vjerovala iz nekoliko razloga:
- osjećala je da iziskuje s položaja kraljeve savjetnice koji joj s pravom pripada
- Wolseyja je smatrala neiskrenim i čovjekom kojem, za crkvenog poglavara, nedostaje poniznosti
- bila je žalosna zbog njegove profrancuske vanjske politike i što radi protiv interesa njezine domovine, Španjolske

Nakon 1521., kardinal je bio još neraspoloženiji prema Španjolskoj jer mu car nije htio pomoći u ostvarenju njegove najveće ambicije: želio je postati papa. TIjekom 1521. održala su se dva izbora za papu, a Wolsey, koji je bio kandidat na oba, bio je zanemaran. To je pripisivao utjecaju cara Karla V.
Wolsey je s godinama postajao sve osorniji, a s time i istodobno sve manje popularan. Bilo je kritika s obje strane, i od plemstva i od građana. Neki od tih napada bili su smišljeni tako da u kralja potaknu zavist. Henrik je neko vrijeme svemu tome odolijevao: Wolsey je prije svega bio sposoban i učinkovit državnik koji je europsku politiku shvaćao bolje od ikoga. Međutim, 1526. godine sve češća upućivanja na to da je kardinal zgrnuo previše bogatstva i da je stekao preveliku moć počela su davati rezultate, pa se kralj i sam počeo pitati koliko je kardinal zapravo bogatiji od njega, vladara države. Wolsey je dobro shvatio sve te nagovještaje i uvidio da će nešto morati žrtvovati, pa je kralju odmah darovao Hampton Court. Bila je to veličanstvena gesta koja je imala željen učinak, a kardinal se nadao da će time ostvariti još veća dobra u budućnosti. Usto, imao je on i drugih rezidencija, palačku York pokraj Westminstera, londonsku kuću na koju je imao pravo kao nadbiskup od Yorka i koja je za njega bila obnovljena gotovo do iste razine raskoši kao i Hampton Court.

## Odnos s Anom Boleyn
Ana Boleyn je svojom zavodljivošću, nekonvencionalnom ljepotom i bistrinom uma privlačila brojne udvarače. Međutim, jedan se posebno isticao, a to je bio 21-godišnji Henry Percy, nasljednik grofovije Northumberland. Percy je tijekom 1522. godine služio u Vijeću koje je upravljalo sjevernim pokrajinama prije nego što se pridružio kućanstvu kardinala Wolseyja, nadajući se, poput mnogih drugih mladića njegovog ranga, da će tu naći mogućnost unapređenja. Percy je bio kardinalov sluga za stolom. Kad god bi Wolsey išao na dvor, Percy bi ga pratio. No čim bi ga ovaj oslobodio dužnosti, završio bi u kraljičinim odajama i ondje brbljao te se udvarao sluškinjama. Tako je i upoznao Anu Boleyn i ubrzo više nije vidio nikoga osim nje.
Ana Boleyn je Henryja Percyja smatrala pogodnim suprugom za nju, čak se i zaljubila u njega. On joj je brzo izjavio ljubav i zaprosio. Tajno se pred svjedocima obvezao oženiti njome. Ljubavnici bez obzira na tajnost nisu mogli sakrivati svoje osjećaje, pa se o tome počelo pričati. Ubrzo je za to saznao i Wolseyja kojega je to uznemirilo jer je Percy od 1516. godine zaručen s drugom. Percy se jako žurio spetljati s Anom Boleyn, pa je predugovor koji je sklopio bio zakonski obvezujući kao sam brak. Međutim, prema Wolsejyevu mišljenju, Ana Boleyn nije bila prava nesvjesta za Percyja, a i bilo je malo vjerojatno da će njegov otac odobriti tu vezu.
Wolsey nije gubio vrijeme i stvar je izložio kralju bez čijeg se dopuštenja nije mogao ostvariti nijedan plemićki brak. Henrika je to razljutilo jer se sve odigralo bez savjetovanja s njim. Kralj je čak kardinalu otkrio svoju "tajnu naklonost" prema Ani pa naredio da se smjesta raskinu te zaruke. 
Wolsey je potom održao predavanje Percyju o tome u kakvu se ludost upustio s "tom budalastom djevojkom tamo na dvoru, Anom Boleyn". Usto, "Njegovo Veličanstvo namjerava Anu Boleyn dati drugoj osobi iako ni ona još ne zna o kome je riječ." Henrik, dakako, nije učinio ništa od toga - rezervirao je Anu za sebe.

Percyja su zaprepastile kardinalove riječi, no hrabro se suočio s njim:
"Dovoljno sam star da sam odaberem ženu za koju smatram da će biti najbolja za mene", ističući Anino "pravo plemenito porijeklo, čiji su preci jednaki mojima"
Wolsey ga je nazvao "tvrdoglavim momkom". U ime kralja mu je bio naređeno da se prestane družiti s Anom, već se morao oženiti Mary Talbot što prije moguće. Nakon toga je Wolsey javno opozvao Percyjev bračni predugovor s Anom Boleyn.
Kada je Ana saznala za sve to, bila je bijesna na kardinala, misleći da joj je uništio život. Bila je uvrijeđena njegovim riječima o njoj. Nije imala pojma o kraljevoj ulozi u cijeloj toj aferi. Od tog trenutka postala je kardinalov zakleti neprijatelj. Wolsey je oduvijek podcjenjivao žensku inteligenciju, tako da dugo nije bio svjestan kome se zamjerio.
Kada su se kralj i Ana počeli zbližavati kao javni ljubavnici, plemstvo - uglavnom frakcije koja nije podnosila Wolseyja - počeli su se okupljati oko obitelji Boleyn. Anu se su smatrali "dostatnim i prikladnim sredstvom" kojim bi ostvarili "njihovu zlonamjernu svrhu". Ana je počela svoju dugu kampanju diskreditiranja Wolseyja u kraljevim očima. Cilj je bio unišititi ga, i to ne samo zbog povrijeđena ponosa već i zbog interesa svoje obitelji.
Kardinalu nije trbealo dugo da bi shvatio što se događa. Vidio se kako se oblikuje nova frakcija oko Ane Boleyn i znao je da će oni biti neprijateljski raspoloženi prema njemu. U početku ga to nije previše uznemiravalo jer ga kralj nije upoznao sa svojim planovima za Anu. Poput Katarine Aragonske, i on je u njoj vidio samo prolaznu avanturu.

## Kraljeva "velika stvar"
U proljeće 1525. Henrik VIII. naposljetku je pokrenuo crkveni aparat za koji se nadao da će pridonijeti poništenju njegova braka s Katarinom Aragonskom. Želio je dobiti izjavu o tome da je njihov brak od početka bio nevaljan i nezakonit. Ana Boleyn nije bila uzrok toj dvojbi, već katalizator.
Kad je kardinal shvatio da kralj traži poništenje, prestravio se i pao na koljenja moleći Henrika da to ne radi jer je to stvar koja će biti opterećena mnogim poteškoćama. Kralj je zanemario te molbe ustrajući na tome da Wolsey poduzme sve potrebne korake kako bi se taj postupak započeo. 

Wolsey je, s velikom strepnjom kao papin legat, osnovao tajni crkveni sud koji je počeo s radom 17. svibnja 1527. u Westminsteru. Svrha tog suda bila je razmotriti kraljev tajni prijedlog. Kasnije se kralj obratio svom Vijeću. Poduzimale su se domišljate mjere kako za stvar ne bi saznala kraljica Katarina. Ipak, nisu to uspjeli zatajiti pred španjolskim veleposlanikom te javio Karlu V.:
"Kardinal, postigavši vrhunac svoje zloće, radi na tome da razdvoji kralja i kraljicu"
Istog je dana obavijestio i Katarinu koja je time bila vidno uznemirena, ali i uvjerena da iza svega stoji Wolsey, a ne njezin suprug. Bila je uvjerena da se Wolsey urotio s Anom Boleyn protiv nje, pa je smatrala svojom svetom dužnosti ispraviti sve i pokazati Henriku da griješi.
Wolsey je kralju savjetovao da se prema Katarini ponaša "nježno i vrlo pažljivo".
Wolsey je otišao u Francusku u srpnju 1527. Uz to što je išao zatražiti potporu kralja Franje, nadao se da će moći raspraviti mogućnost novog braka za kralja jer tada još nije znao da se kralj, čim to bude mogao, odlučio oženiti Anom Boleyn. Ubrzo mu je kralj poslao pismo u kojem mu zabranjuje bračne dogovore tijekom boravka u Francuskoj.
Ana Boleyn i njezini pobornici iskoristili su Wolseyjevu odustnost kako bi ga što više ocrnili pred kraljem. Više su ga puta upozorili da Wolsey ne radi toliko na poništenju koliko na tome da spriječi papu u tom činu. Sjeme sumnje uspješno je posijano u Henrikov um pa je njegovo prijateljstvo s kardinalom postalo upitno.
Wolsey nije uspio dobiti Franjinu potporu te se nakon neuspješne misije vratio u rujnu.

Do prosinca 1527. Wolsey je postao svjestan da su Ana Boleyn i njezina frakcija bitno narušili njegove odnose s Henrikom. Na kralju je mogao jasno vidjeti ogorčenost njegovom moći i bogatstvom. Međutim, Henriku je Wolsey još trebao. Znao je da mu samo Wolsey može isposlovati poništenje braka. No, Wolsey svojim izaslanicima u Rimu nije skrivao svoju tjeskobu:
"Ako papa ne popusti, život će mi biti skraćen i strah me je predvidjeti posljedice."
Istodobno, trošio je goleme novčane svote na organiziranje banketa kojima je zabavljao kralja i Anu Boleyn.
No, papa Klement je bio krajnje neodlučan oko Henrikova pitanja, što zbog straha od Henrika, što zbog straha od Karla V.

## Tisuću Wolseyja za jednu Anu Boleyn
Kada je Ana oboljela od kuge, Henrik ju je držao dalje od sebe. Wolsey, bojeći se Božjeg gnjeva, poslao je pismo Henriku moleći ga da odustane od parnice za poništenje braka. Francuski veleposlanik je bio prisutan kad je Henrik otvorio to pismo i vidio kako je eksplodirao od gnjeva:
"Kralj je izrekao strašne riječi, rekavši da bi dao tisuću Wolseyja za jednu Anu Boleyn... Nitko osim Boga neće mi je uzeti."
Na prijedlog papinog legata, Wolsey je molio Katarinu Aragonsku da se zaredi te upozorio da ne bi bilo dobro izazivati kraljevo nezadovoljstvo. Na to mu se Katarina okrenula i rekla:
"Za tu nevolju zahvaljujem vama, moj grofe York! Iz zlobe ste tu vatru zapalili jer ste kivni na mog nećaka, cara, koji ne želi silom zadovoljiti vašu ambiciju da postanete papa!
Wolsey se u tom trenutku ispričao rekavši da je "i sam protiv svoje volje ojađen što je taj brak došao u pitanje" i obećao da će, kao legat, ostati nepristran. Katarina mu, međutim, nije vjerovala. Papin je legat javio papi:
"Oduvijek sam Katarinu smatrao razboritom damom, a sada to mislim više nego ikad"
Kasnije se Katarina ispovjedila papinom izaslaniku o svojoj strani priče i braku s princom Arturom. Wolsey je, međutim, podmitio brojne dvorkinje u Katarininoj službi kako bi ju prisluškivale i špijunirale. Najmanje jedna od tih dama napustila je dvor jer više nije mogla podnijeti da tako vrijeđa kraljicu. 